# تیفون نانسی (۱۹۶۱ میلادی)
تیفون نانسی (انگلیسی: Typhoon Nancy) که با نام گردباد موروتو دوم نیز شناخته می‌شود، یک تیفون بسیار قدرتمند در گردباد فصلی اقیانوس آرام سال ۱۹۶۱ بود. این گردباد، پس از طوفان پاتریسیا سال ۲۰۱۵، سهمگین‌ترین باد ناشی از بادهای موسمی استوایی بود که تاکنون به ثبت رسیده است. گردباد نانسی در سپتامبر ۱۹۶۱، به ایجاد خسارت‌های بسیار و حداقل ۱۷۳ کشته و هزاران زخمی در ژاپن و سایر نقاط انجامید.